# Inspecteur Tomato
Inspecteur Tomato (Tomato, girl detective, Akira Toriyama, juillet 1979), 19 planches publiées dans le Weekly Shonen Jump Special du mois de juillet et éditées en français en 1998 par Glénat dans Akira Toriyama Histoires Courtes volume 1.

## L'histoire
Tomato est une jeune détective qui travaille au sein d'une équipe masculine. Les rapports garçon/fille entraîneront de bon nombreuses maladresses et Tomato devra se faire une place au sein de l'équipe afin de se faire accepter. Elle finit par arrêter un infâme malfaiteur et devient enfin une policière reconnue.

## Analyse
En juillet 1979, Akira Toriyama crée une nouvelle histoire qui préfigure, à plus d'un point, « Dr.Slump », série qui le rendra célèbre. Elle traite, entre autres, des rapports hommes/femmes. À cette époque, l'émancipation bat son plein au Japon, si bien que jeunes garçons et filles ont du mal à se fréquenter. Les jeunes japonaises consacrent tout leur temps à leur réussite scolaire et professionnelle. Les jeunes garçons japonais s'enferment dans une sorte de timidité et de complexe face à la gens féminine. Pour pallier leurs besoins, certains d'entre eux collectionnent des images et des figurines représentant des jeunes filles en maillots. C'est pour cela que Toriyama a créé cette histoire qui décrit une relation entre un groupe d'hommes machos et faibles et une jeune fille idéalisée et apparemment sans défauts. Préfigurant « Dr.Slump » pour être le premier manga de Toriyama à mettre en scène une jeune fille. L'atmosphère rappelle un peu le deuxième épisode de « L'île merveilleuse ». On y voit aussi la caricature de Clark Kent (Superman ou Supaman ?) dans le rôle du bandit.